# Río Adaja
Río Adaja är ett vattendrag i Spanien. Det ligger i den centrala delen av landet, 160 km nordväst om huvudstaden Madrid.